# Bored to Death (canción)
«Bored to Death» —en español: «Muerto de aburrimiento»— es una canción de la banda de rock estadounidense Blink-182, incluida en su séptimo álbum de estudio, California el cual fue lanzado el 1 de julio de 2016.

## Lista de canciones
- Descarga digital

1. «Bored to Death» – 3:55

## Posicionamiento en listas

### Semanales
| País              | Listas                       | Mejor posición |
| 2016              | 2016                         | 2016           |
| ----------------- | ---------------------------- | -------------- |
| Australia         | Australian Singles Chart     | 50             |
| Bélgica (Valonia) | Ultratip                     | 29             |
| Canadá            | Canadian Hot 100             | 79             |
| Canadá            | Canada Rock                  | 2              |
| Escocia           | Scottish Singles Chart       | 53             |
| Estados Unidos    | Billboard Hot 100            | 85             |
| Estados Unidos    | Hot Rock & Alternative Songs | 6              |
| Estados Unidos    | Alternative Songs            | 1              |
| Estados Unidos    | Rock & Alternative Airplay   | 2              |
| Estados Unidos    | Mainstream Rock Tracks       | 6              |
| Reino Unido       | UK Singles Chart             | 107            |
| Reino Unido       | Rock & Metal                 | 2              |

### Anuales
| País           | Lista          | Posición |
| 2016           | 2016           | 2016     |
| -------------- | -------------- | -------- |
| Estados Unidos | Hot Rock Songs | 17       |
| Estados Unidos | Rock Airplay   | 5        |

### Certificaciones
| País           | Organismo certificador | Certificación | Ventas certificadas | Ref. |
| -------------- | ---------------------- | ------------- | ------------------- | ---- |
| Australia      | ARIA                   | Oro           | 35 000              |      |
| Canadá         | MC                     | Platino       | 80 000              |      |
| Estados Unidos | RIAA                   | Oro           | 500 000             |      |

## Radio y historial de lanzamientos
| País           | Fecha               | Formato           | Discográfica |
| -------------- | ------------------- | ----------------- | ------------ |
| Estados Unidos | 27 de abril de 2016 | Radio debut       | BMG          |
| United States  | 3 de mayo de 2016   | Alternative radio | BMG          |